# Amélie Nothomb
Pour les autres membres de la famille, voir Famille Nothomb.
Amélie Nothomb (/ameli nɔtɔ̃b/), nom de plume de Fabienne Claire Nothomb, est une romancière belge de langue française née le 9 juillet 1966 à Etterbeek. 
Autrice prolifique, elle publie un ouvrage par an depuis 1992, année de publication de son premier roman, Hygiène de l'assassin. Ses romans font partie des meilleures ventes littéraires et certains sont traduits en plusieurs langues. Stupeur et Tremblements remporte en 1999 le grand prix du roman de l'Académie française.
Ce succès lui vaut un arrêté royal qui lui accorde le titre honorifique de commandeur de l'ordre de la Couronne et, sur la proposition du vice-Premier ministre et ministre des Affaires étrangères, le roi Philippe lui a proposé la concession du titre personnel de baronne.
En 2015, elle est élue membre de l'Académie royale de langue et de littérature françaises de Belgique.

## Biographie

### Famille
Fabienne Claire Nothomb naît au sein d'une famille de la noblesse belge,. Plusieurs de ses ancêtres se sont illustrés dans la vie politique et culturelle de la Belgique, comme les ministres libéraux Jean-Baptiste Nothomb et Alphonse Nothomb. Deux membres de sa famille, le communiste Paul Nothomb et le catholique de droite, son arrière-grand-père, le baron Pierre Nothomb, ont produit, à côté de leur parcours politique, une œuvre littéraire,.
Elle accompagne dans ses déplacements son père Patrick Nothomb, diplomate, qui, peu après la naissance de sa fille, sert comme consul général à Osaka au Japon avant d'être en poste à Pékin, à New York et en Asie du Sud-Est (Laos, Bangladesh, Birmanie) puis ambassadeur de Belgique au Japon. Sa mère est Danièle Scheyven.
Sa sœur aînée, Juliette Nothomb, dont elle est très proche, est autrice de romans pour enfants, ainsi que chroniqueuse littéraire et culinaire. Elle a aussi un frère aîné, André Nothomb.

### Formation
De retour en Belgique vers l’âge de dix-sept ans, une période de découverte et d’adaptation à la réalité occidentale lui est nécessaire. Elle termine ses humanités à l’Institut des Fidèles compagnes de Jésus (aujourd'hui Institut Montjoie) à Uccle pour ensuite entamer une première année universitaire en droit. Après l'étude de l'œuvre de Friedrich Nietzsche et une analyse de l’intransitivité chez Georges Bernanos,, elle obtient une licence en philologie romane à l'université libre de Bruxelles, et envisage un moment la carrière d'enseignante, passant et obtenant l'agrégation,.
Ses études terminées, un premier retour au Japon (où son père est nommé ambassadeur de Belgique à Tokyo), à l'occasion duquel elle effectue un stage d’interprète dans une entreprise japonaise, lui fournit la matière de deux romans, Stupeur et Tremblements et Ni d’Ève ni d’Adam.

### Carrière

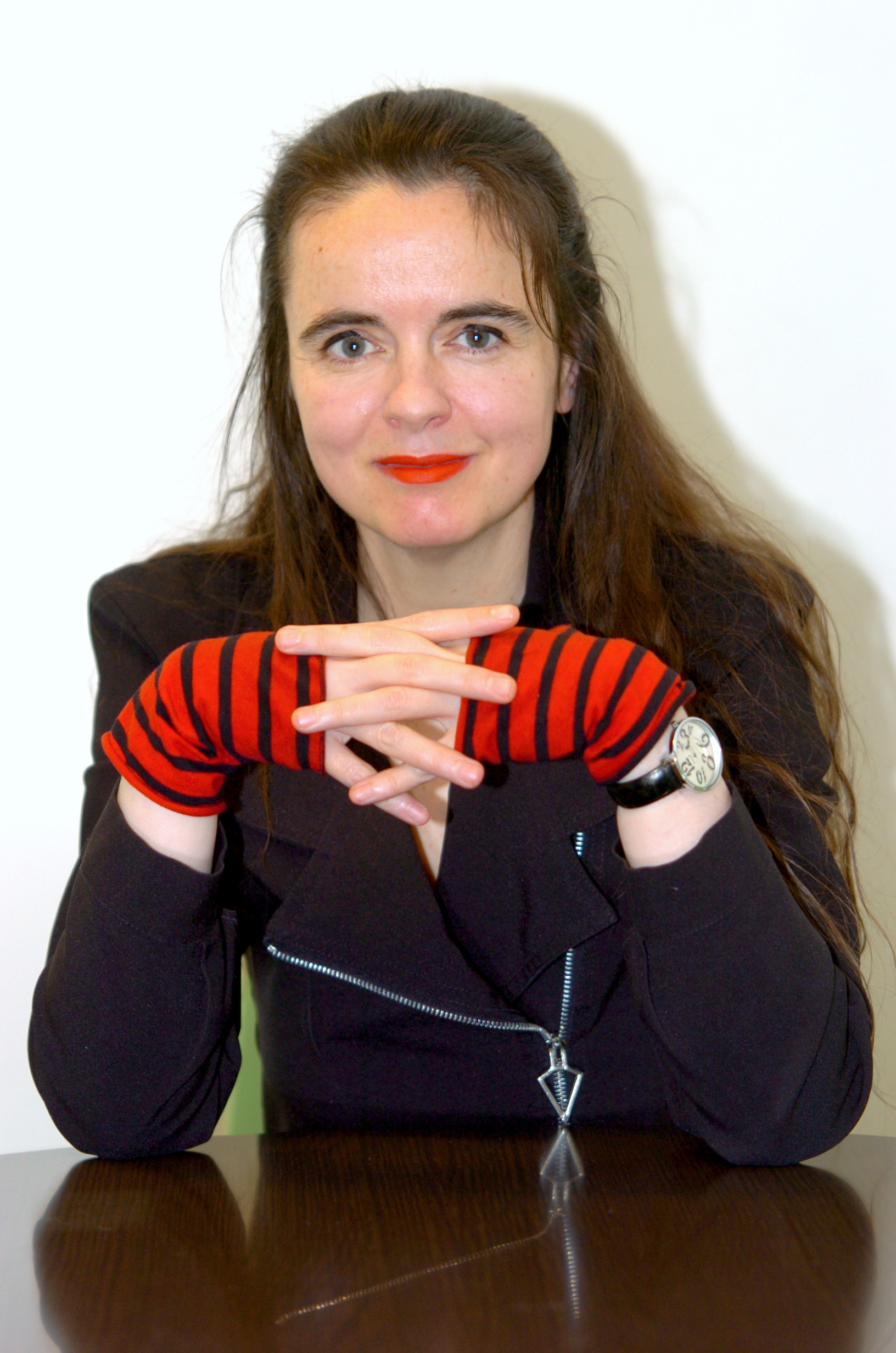
Amélie Nothomb, le 17 septembre 2008 à Paris.

En 1992, avec la publication de son roman Hygiène de l’assassin, elle commence sa carrière officielle de romancière. Elle publie dès lors de façon régulière un livre chaque année aux éditions Albin Michel et partage son temps entre Paris et Bruxelles. Sa production couvre des textes à contenu autobiographique et des récits de fiction ainsi qu’une pièce de théâtre. Métaphoriquement, elle se dit « enceinte de ses romans », indiquant écrire depuis l'âge de 17 ans et se qualifie elle-même de « graphomane », consacrant chaque jour au moins quatre heures à l'écriture. Dans un entretien de 2004 publié dans La Libre Belgique, elle mentionne écrire près de quatre romans par an pour n’en publier qu’un seul, et ne pas souhaiter que soient publiés les autres manuscrits : « L'immense majorité [de ces manuscrits] restera dans des caisses et n'en sortira pas. Je veillerai à me protéger suffisamment pour cela. »
Certains de ses écrits primés sont traduits dans plus de quarante langues à travers le monde.

Présente dans les programmes de l'enseignement secondaire en Belgique, au Québec ou en France, ainsi que dans les médias francophones ou étrangers, les journaux, radios, télévisions, séances de dédicace, le plus souvent vêtue de sombre et portant de grands chapeaux, elle s’adresse et répond au public et à un lectorat hétérogène, dont elle est adulée ou critiquée, voire jalousée, mais poursuit sa carrière : 

« Je suis ce que je peux être. Je ne maîtrise pas ce que je suis et encore moins les regards que les autres posent sur moi. »

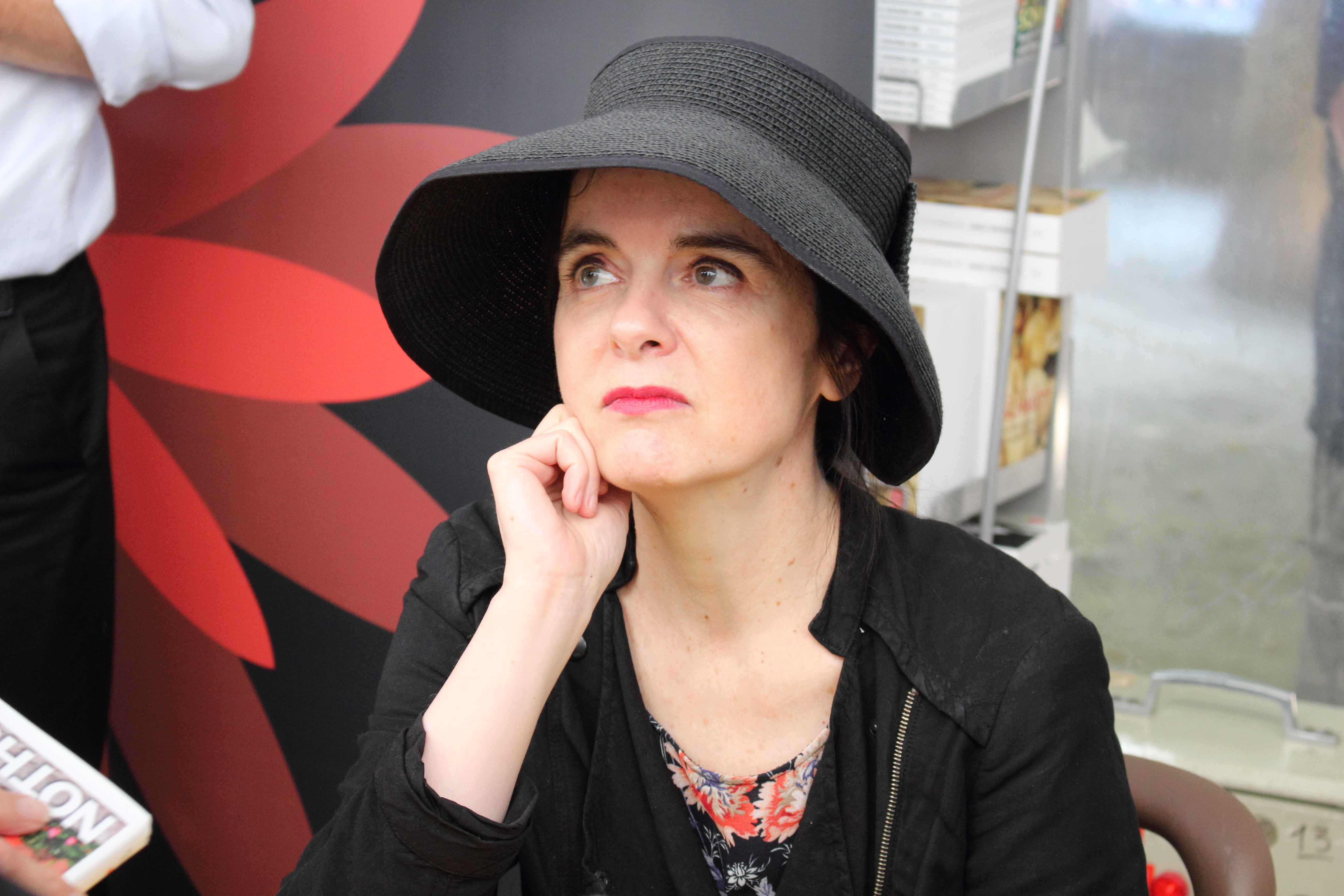
Amélie Nothomb au Livre sur la place (Nancy) en 2015.

À la suite du séisme de 2011 de la côte Pacifique du Tōhoku, elle publie, le 22 juin de cette même année, Les Myrtilles, une nouvelle en supplément à la réédition de Stupeur et Tremblements. Les bénéfices de cette édition exceptionnelle sont reversés à Médecins du monde au Japon.
En 2012, à l'occasion d'un reportage signé par Laureline Amanieux pour la série Empreintes diffusée sur France 5, elle retourne au Japon. Le tournage de ce documentaire sera le cadre de son roman La Nostalgie heureuse.

#### Manifestations autour du livre
- En 2012, elle préside la 34e édition du Livre sur la place à Nancy, premier salon littéraire de la rentrée[27].
- En novembre 2018, elle est invitée d’honneur de la fête du livre à Radio France[28].
- En 2024, elle préside le Grand Prix Poésie RATP[29].

### Engagements
Le 3 octobre 2013, Amélie Nothomb devient présidente d'honneur du CRAC Europe, le « Comité radicalement anticorrida ».
Elle est sympathisante, mais non militante, du mouvement Les Chiennes de garde contre le sexisme.
À la fin de 2017 ou au début de 2018, elle aurait, selon le site valeursactuelles.com, fait pression sur son éditeur, Albin Michel, pour qu'il ne publie pas les mémoires de Jean-Marie Le Pen,.

### Vie privée
Elle témoigne dans son livre Psychopompe avoir été violée à l'âge de douze ans au Bangladesh, et elle raconte dans Le Livre des sœurs comment elle a combattu l'anorexie mentale à la suite de ce drame.
Très discrète sur sa vie privée, elle se déclare cependant en couple depuis longtemps avec un homme français avec qui elle dit préférer vivre « dans la clandestinité », répétant son souhait de ne pas se marier, de ne pas avoir d'enfant et de ne pas dévoiler l'identité de son compagnon pour le protéger.
Elle serait selon ses propres déclarations autiste et affirme que Métaphysique des tubes, où elle évoque ses premières années, raconte ce parcours.

## Œuvres: accueil critique et analyses
Dans l'ouvrage de Michel Zumkir, Amélie Nothomb de A à Z. Portrait d’un monstre littéraire, l'auteur s'intéresse à la question de la réception de ses romans, et fait remarquer que l’accueil réservé à l’écrivain par les critiques et les intellectuels dans les pays et les langues dans lesquels ses œuvres ont été traduites est totalement différent de celui de la France ou de la Belgique. « Elle est considérée comme un auteur à part entière, certes excentrique mais un auteur dont on considère les livres avant la personnalité. […] On la compare davantage à Marguerite Yourcenar pour sa culture et son écriture classique qu’au premier faiseur de best-sellers venu. »
Marc Quaghebeur, dans son Anthologie de la littérature française de Belgique, entre réel et surréel, note que « Chez cet écrivain, une forme de cruauté et d'humour se mêle à un romantisme qui plonge dans l'univers actuel », du reste, dans un portrait chinois, à la question « si vous étiez un personnage », elle répond : Salvador Dali. Les romans d’Amélie Nothomb empruntent à des registres variés, comme « la mythologie, la philosophie ou encore les lettres classiques. Les dialogues donnent à ses livres la vivacité de pièces de théâtre. Quant aux personnages et aux situations fantastiques de ses romans, ils relèvent d’un réalisme magique caractéristique d’une certaine tradition littéraire belge. »

### Hygiène de l'assassin
Quand Amélie Nothomb envoie son premier roman (« à double fond »), Hygiène de l'assassin, aux éditions Gallimard, Philippe Sollers ne le comprend pas. L'ouvrage est presque uniquement composé de dialogues d'affrontements socratiques entre un prix Nobel incompris et des journalistes. La discussion a pour sujet la littérature, la lecture, la mort de l'Éden ou de l’enfance. Yolande Helm souligne la discordance entre la transparence et la limpidité de l’intrigue et la complexité d’un développement plus abstrait ainsi qu’une omniprésence du sacré, dissimulé à un niveau sous-jacent.
Dans l’ouvrage Le Roman Hygiène de l'assassin : Foyer manifestaire de l'œuvre d'Amélie Nothomb d’Aleksandra Desmurs (2009), Nothomb indique que ce roman est son « manifeste », c'est-à-dire qu'il comporte tout ce qu'elle pense de l'art d'écrire, ainsi que sa vision du monde.

### Romans à caractère autobiographique
Dans ses romans autobiographiques relevant du genre désigné par Serge Doubrovsky comme autofiction, Amélie Nothomb donne une biographie romancée, dans laquelle le personnage est né le 13 août 1967 à Kobé, au Japon,, où son père était diplomate.

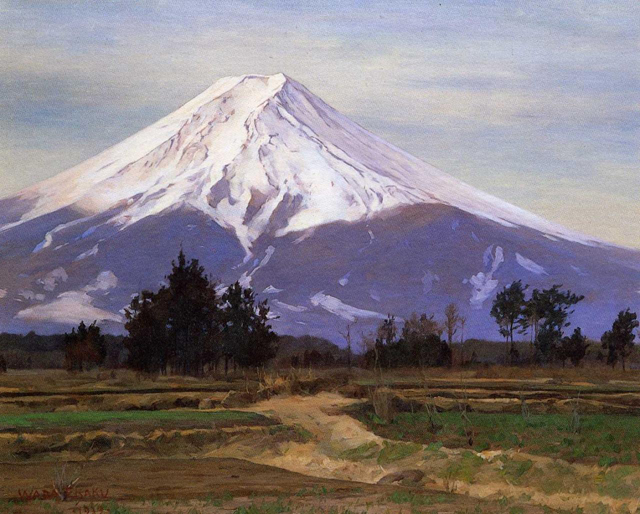
Le mont Fuji, symbole du Japon, ici peint par Wada Eisaku, et dont l'ascension est décrite dans le roman Ni d'Ève ni d'Adam.

Cette déclaration trouve son explication dans le roman Métaphysique des tubes qui raconte sous forme de réécriture parodique de la Genèse, le passage de l'état de néant de la petite « enfançonne » à celui de la conscience du moi, puis à celui de sujet doté de mémoire,. Elle met en scène un personnage homonyme (le double « je ») dans les romans Le Sabotage amoureux, (l'enfance) et Biographie de la faim, ainsi que dans Stupeur et Tremblements et Ni d'Ève, ni d'Adam (amour de jeunesse) ; ces romans relatent d'une part ses premières expériences dans les pays où son père est affecté ainsi que ses attachements ou ses rejets et d'autre part son retour au Japon en tant que jeune adulte.
En 1972, quand la famille Nothomb quitte le Japon pour Pékin, la bande des Quatre est au pouvoir. Amélie a alors six ans. Dans Le Sabotage amoureux, elle décrit son départ comme un exil, quittant le Japon, « pays de la beauté », pour la Chine, « pays de la laideur ». L'accueil du roman en Chine fut aussi prudent que celui du Japon pour Stupeur et Tremblements. Les déplacements familiaux suivants constitueront pour Amélie autant de déracinements successifs. L'écrivain indique avoir vécu comme un choc la séparation d'avec sa gouvernante japonaise Nishio-san qu'elle considère comme sa seconde mère. Dans un article de 2004, Marianne Payot, journaliste à L'Express évoque « un nomadisme culturel qui décuple sa curiosité et renforce sa précocité ». 
Cet aspect est approfondi et développé dans l'essai intitulé Le récit siamois, personnage et identité dans l'œuvre d'Amélie Nothomb, thèse de doctorat de Laureline Amanieux, dans lequel il est postulé que la constitution, et même une reconstruction positive de l'identité après des souffrances sources de déchirures et de dédoublements, se fait par le récit. Il est alors plus question de transposition romanesque que d'autofiction.
Dans Biographie de la faim, elle revient sur ses expériences de l'enfance et de l'adolescence dans des pays aussi contrastés que le Japon, les États-Unis ou le Bangladesh, elle y parle de l'élément eau, de la potomanie, du viol, de l'anorexie, de la lecture. En 2014, Amaleena Damlé, dans Making A Body without Organs : Amélie Nothomb's An-Organic Flux of Immanence analyse le texte de Biographie de la faim à la lumière du concept deleuzien du corps-sans-organes.
Dans Stupeur et Tremblements, elle met en scène le personnage d'Amélie retournant au Japon, pour y travailler comme interprète dans une entreprise de Tokyo. Le roman décrit l'atmosphère et la stricte hiérarchie qui régit le monde du travail au Japon. Elle conte une lente descente professionnelle et l'humiliation de passer de la fonction d'office lady à celle de dame pipi. Le roman a pour thème le choc des cultures, l'exil et la marginalisation. Amélie Nothomb, l'Occidentale, s'était prise de passion pour le Japon, or le stage de travail à Tokyo l'a déstabilisée… « La description au vitriol est à la hauteur d'une déception quasi amoureuse » écrit Philippe Pelletier. Le roman a été primé par l'Académie française, balayant les hésitations de son éditeur japonais. Dans cet ouvrage, le séjour au Japon est présenté comme se déroulant juste avant l'envoi du manuscrit d'Hygiène de l'assassin aux éditeurs ; l'écrivaine a compris « la surprenante jouissance et liberté de l'univers de la marge et de la différence et que sa seule vraie nationalité est l'exil ».
Ni d'Ève, ni d'Adam, roman de 2007 qui raconte sa relation avec un Japonais de son âge alors qu'elle travaillait à Tokyo, est bien accueilli par le magazine L'Express : « Amélie Nothomb n'a pas son pareil pour mettre en scène le choc des cultures. Qui plus est, avec un sens de l'autodérision dont elle (re)donne ici sa pleine mesure ». Il reçoit la même année le Prix de Flore.
Le 2 août 2013, après le tsunami et l'accident nucléaire de Fukushima, paraît son vingt-deuxième roman, sur son second retour au Japon à l'âge de la maturité : La Nostalgie heureuse, « Le Japon m'a plusieurs fois sauvée et j'ai à nouveau besoin d'être sauvée par le Japon, qui a ce pouvoir guérisseur », roman dans lequel elle se confronte à ses souvenirs, fouille sa mémoire et les lieux présents du passé, en quête d'identité. La première phrase du roman affirme que : « Tout ce que l'on aime devient fiction ». Ce roman est inspiré par le tournage du documentaire Amélie Nothomb, Une vie entre deux eaux diffusé par France 5 : un film-portrait de Laureline Amanieux et Luca Chiari qui emmène la romancière sur les traces de ses romans autobiographiques au Japon, un an après la catastrophe de Fukushima.
Depuis le début des années 2000, plusieurs spécialistes en littérature se sont penchés sur l'œuvre d'Amélie Nothomb, avec des lectures variées.
En 2003, Susan Bainbrigge et Jeanette Den Toonder, dans Amélie Nothomb, Authorship, Identity and Narrative Practice, Peter Lang, analysent son écriture du point de vue de l'autofiction, du genre, des représentations du corps et des pratiques narratives, rendant hommage à son style de prose qui « démontre une connaissance sophistiquée de la structure, de la forme et de l'histoire littéraire ». Elles s'intéressent à ce qu'elles nomment le récit autodiégètique, tel que défini par Gérard Genette, théoricien de la littérature.
En 2010, Mark D. Lee, membre de l'Association américaine des professeurs de français, dans l'ouvrage Les Identités d'Amélie Nothomb : De l'invention médiatique aux fantasmes originaires revient sur les propos de Françoise Xenakis et indique que : « Soupçonnée d'imposture dès sa première rentrée littéraire, accusée d'être un homme âgé publiant sous un pseudonyme invraisemblable, Amélie Nothomb est un auteur qui — plus que d'autres — a dû s'inventer. » Dans Les Identités d'Amélie Nothomb, Mark D. Lee revient sur « les circonstances qui ont marqué les débuts d'une carrière extraordinaire »,, et à propos de l'identité — belge — de l'auteur, dans l'ouvrage Francographies : identité et altérité dans les espaces francophones européens, il dédie un chapitre à la place et la fonction de l'étranger dans l'imaginaire nothombien.
Lors d'une conférence autour des thèmes de la littérature française, du Japon, du soi et de l'identité, de l'autobiographie, du féminisme français, de la littérature du XXe siècle et de la littérature contemporaine, Hiramatsu Ireland, (平松アイルランド), fait valoir dans un article que le roman Stupeur et Tremblements rompt le pacte autobiographique lejeunien avançant que des éléments biographiques sont fictionnels, notamment que la romancière n'est pas née au Japon, avant de proposer une lecture explicative sur le plan de la psychanalyse à partir des notions élaborées par Julia Kristeva et énoncées dans son ouvrage Pouvoirs de l'horreur, pour le choix d'Amélie Nothomb de se présenter comme née au Japon et enfin d'analyser le roman Stupeur et Tremblements, —  une vision du Japon sombre, parfois mordante et drôle — comme une intertextualité entre des éléments de la littérature occidentale et des techniques de la littérature japonaise classique et médiévale,.
En 2008, Beïda Chikhi indiquait cependant dans L'Écrivain masqué que « on ne peut pas à proprement parler d'autobiographie, l'écrivain conservera toujours l'indication roman en quatrième de couverture, aussi roman autobiographique ou autobiographie romancée conviendraient mieux aux textes d'Amélie Nothomb ». Et, comme le souligne Benali Souâd, il ne faut pas « oublier la relation constante établie entre le passé du personnage et le présent de la narratrice, mis en scène par l'écriture ».
Nothomb produit une « littérature épaisse et profonde dans laquelle elle tend à mélanger le tragique et le ludique situationnel » » ; deux universitaires débattent ainsi des notions de tragique et réel dans Le Sabotage amoureux, évoquant au passage l'héritage de Cervantès,.

### Autres œuvres: romans et pièce de théâtre
Le linguiste québécois Michel David mentionne qu’outre sa maestria verbale, « La vivacité, la singularité, la précision, son humour, son talent de dialoguiste déployé dans la plupart de ses romans font qu’elle est un écrivain accessible à la jeunesse d’âge ou d’esprit de ses lecteurs, deux petites heures suffisent pour la lecture d’un de ses livres et on ne s’y ennuie pas ». Les adjectifs : drôle, loufoque, original, pétillant reviennent régulièrement pour caractériser les romans d’Amélie Nothomb qui empruntent à des registres variés ; en effet si Péplum est une fiction anticipative, Acide sulfurique, est une dystopie ou fable futuriste qui explore la cruauté dans une sorte d’expérience de Stanford télévisée ; elle choque et déclenche des polémiques (pour et contre) qui ne sont pas sans rappeler l’accueil de certains romans de Houellebecq.

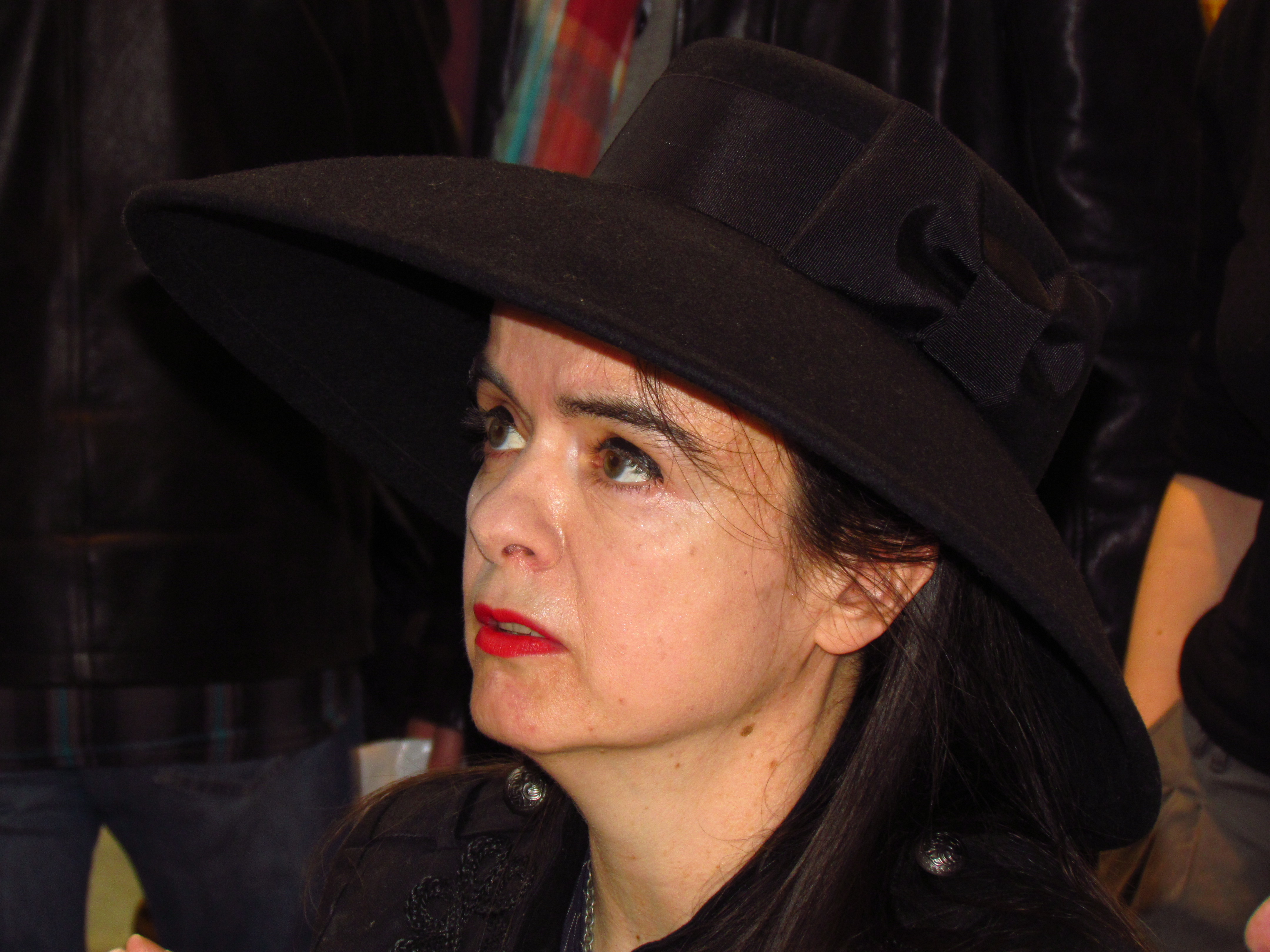
Amélie Nothomb lors de la sortie de son livre Barbe bleue en 2012.

D’autres romans comme Barbe-Bleue ou Riquet à la houppe, — une célébration joyeuse de la différence —, renvoient à la tradition des contes dont la vision manichéenne, est toutefois nuancée chez Amélie Nothomb. Selon Andrea Oberhuber, l’autrice belge construit son œuvre comme un palimpseste, « sur un ensemble de références littéraires, révélant une stratégie résolument post-moderne », c’est-à-dire repenser les mythes fondateurs de la littérature canonique pour réécrire ces récits, dans ce cas au féminin, avec liberté et le plus souvent sur un ton ironique,. Ainsi, selon Laurence Marois, revisite-t-elle dans Mercure un des mythes fondateurs de la féminité, Orphée et Eurydice.
La dualité thématique entre laideur et beauté est soulignée dans Mercure ou Attentat.
Le roman Attentat, est examiné en 2006 par Tara Collington dans une étude intitulée Hugo à la rencontre de Rabelais : l’esprit carnavalesque dans Attentat d’Amélie Nothomb.
Dans Pétronille (20 août 2014), roman d’amitié, le personnage principal décrit par l’autrice belge est un portrait reconnaissable de la romancière française Stéphanie Hochet. Amélie Nothomb y évoque sa passion pour le champagne et « l'art de l'ivresse » qui, selon elle, « relève de l'art, qui exige don et souci. Boire au hasard ne mène nulle part »,. Le champagne est également présent dans d’autres romans comme Barbe bleue ou Le Fait du prince.
Le 17 août 2011 a été publié son vingtième roman, Tuer le père au titre freudien, mais dont l’univers est celui des magiciens et des illusionnistes qui font « douter du réel » renvoyant au questionnement récurrent chez Nothomb de l’identité et de l’imposture.
Le roman Robert des noms propres, hors invocation par son titre du choix symbolique des prénoms de personnages, classiques, rares, ou néologiques, dans l’œuvre de Nothomb, allant de Plectrude à Trémière, passant par Zoïle, Astrolabe, Hirondelle, Pretextat, Palamède ou simplement Marie, est en 2012, dans un article intitulé The Child as Artist in Amélie Nothomb's, Robert des noms propres, abordé par Anna Kemp du point de vue de la condition de l’enfant comme artiste. En 2015, à la lumière des idées développées par Roland Barthes autour de « La Mort de l'auteur », une analyse des dernières pages des romans Robert des noms propres et Hygiène de l’assassin est proposée par Lucy O’Meara.
Dans son roman de 2009, Le Voyage d'hiver dont le titre est emprunté au Winterreise de Franz Schubert, Amélie Nothomb renoue avec ses thèmes favoris : l’amour, la différence, l’écriture, la lecture, le langage, la vie.
D’autres romans comme Journal d'Hirondelle empruntent dans leur intrigue certaines formes au roman policier, l’intrigue peut y être prétexte et « importer moins que la verve à conter ». Un dénouement alternatif peut être proposé.
Une forme de vie, est un roman épistolaire, avec mise en abyme à trois niveaux, constitué d'une correspondance fictive avec un soldat américain en poste en Irak. Le roman dans sa traduction en anglais par Alison Anderson est sélectionné pour le Prix littéraire international de Dublin (2015).
Quant à Cosmétique de l'ennemi, ce dernier est appréhendé à travers son dialogisme, le concept développé par Mikhaïl Bakhtine.
En 2009, Marie-Christine Lambert-Perreault parle de « L’écriture d’Amélie Nothomb : (comme) d’un corps à corps avec l’ennemi intérieur » et rappelant l’ouvrage de Michael Zumkir - Amélie Nothomb de A à Z, indique que « c’est de [cet] affrontement que naîtrait la matière de l’écriture ».
Comme le facétieux réalisateur Alfred Hitchcock, qu’elle admire, qui faisait souvent quelques brèves apparitions en caméo dans les films qu’il signait, Amélie Nothomb apparait également dans plusieurs des romans cités, hors genre strictement autobiographique.
La pièce de théâtre Les Combustibles, montée au théâtre Daniel-Sorano à Vincennes en 2008, puis au théâtre de Nesle à Paris en 2010, « dans un équilibre entre gravité et cruauté, tempérées par la drôlerie, adresse la place de la littérature et de la culture dans nos sociétés modernes ».

## Distinctions

### Prix littéraires
Amélie Nothomb a remporté les prix littéraires suivants :
- Prix René-Fallet en 1993 pour Hygiène de l'assassin[103].
- Prix Alain-Fournier, toujours pour Hygiène de l'assassin[104].
- Prix littéraire de la Vocation, pour Le Sabotage amoureux[105].
- Prix Jacques-Chardonne, pour le même.
- Prix du Jury Jean Giono en 1995, pour Les Catilinaires[106].
- Prix Roland de Jouvenel de l’Académie française en 1996, pour Les Catilinaires
- Grand prix du roman de l'Académie française en 1999 pour Stupeur et tremblements[107].
- Prix des lecteurs du Livre de Poche en 2001, pour Stupeur et tremblements.
- Prix de Flore en 2007, pour Ni d'Ève ni d'Adam.
- Grand prix Jean-Giono en 2008, couronnant « l’ensemble de l’œuvre d’un auteur de langue française ayant défendu la cause du roman ».
- Prix Renaudot en 2021, pour Premier Sang[108],[109].
- Prix Jean-Monnet de littérature européenne en 2023, pour Le Livre des sœurs, ainsi que pour l’ensemble de son œuvre.

### Titres et distinctions académiques

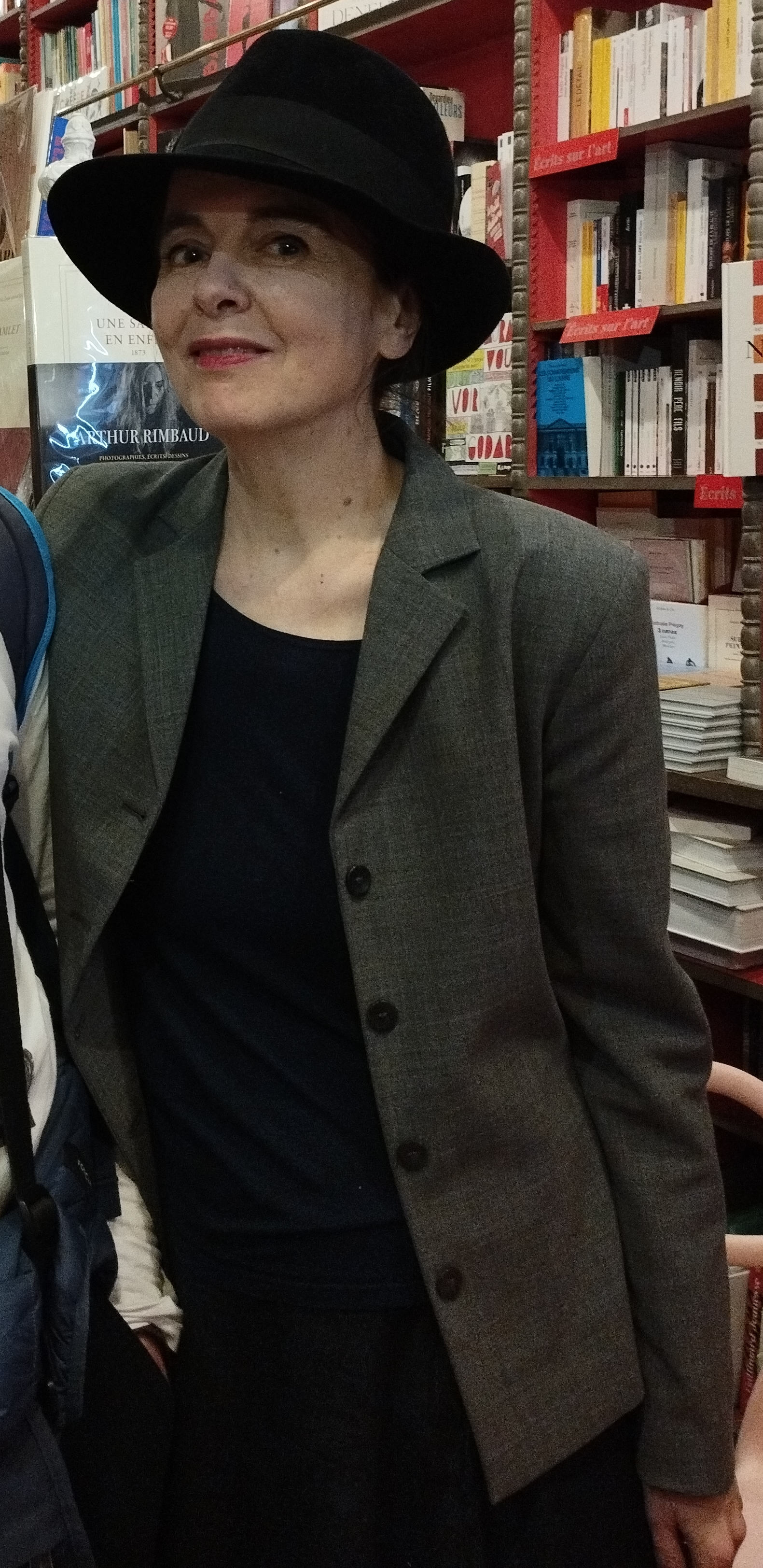
Amélie Nothomb en séance de dédicace à la librairie des Abbesses en novembre 2023.

Un arrêté d'Albert II du 9 juillet 2008 accorde à Amélie Nothomb la distinction honorifique de commandeur de l'ordre de la Couronne,.
Par arrêté royal du 8 juillet 2015, Fabienne Claire, dite Amélie Nothomb, se voit concéder le titre personnel de baronne,,,, mais, comme elle n'a pas levé ses lettres patentes, cette concession est restée sans effet. Elle est cependant qualifiée de baronne dans l'avis nécrologique annonçant le décès de sa mère.
En 2015, Amélie Nothomb est élue membre de l'Académie royale de langue et de littérature françaises de Belgique. Elle a été choisie « à une grande majorité » pour « l'importance de l'œuvre, son originalité et sa cohérence, son rayonnement international », a expliqué Jacques De Decker, le secrétaire perpétuel de l'académie. Elle prend le fauteuil de l'écrivain et sinologue belge Simon Leys dont elle fera l'éloge,, se sentant « extrêmement honorée de succéder à Simon Leys avec lequel elle a eu des contacts étant très jeune ».

### Hommages
En 2005, la romancière entre au Musée Grévin.
En 2009, la poste belge édite un timbre à son effigie.
En 2011, un géant du Nord est conçu à son effigie, rejoignant ainsi les rares Géants à représenter une personnalité vivante.
En 2014, les rosiéristes de la société Georges Delbard créent, en hommage à l'écrivaine, un « rosier Amélie Nothomb », révélé au public, lors d'un salon floral organisé en juin 2014 au Jardin des Tuileries à Paris.
Désirant rendre hommage à l'écrivain, l'Union astronomique internationale a nommé (227641) Nothomb un astéroïde découvert le 28 janvier 2006,.
Le dictionnaire le Petit Robert de la langue française, édition 2016, l'honore par une photo d'elle en couverture (entourée de celles de J. M. G. Le Clézio, Arthur Rimbaud et Marie NDiaye).

## Œuvre

### Romans
- Hygiène de l'assassin, 
  - Albin Michel, 1992 (ISBN 2-226-05964-4) – Prix René-Fallet, prix Alain-Fournier
  - Les Saint Pères, 2012 (édition limitée version manuscrite)  (ISBN 978-2-9542687-0-5)
- Le Sabotage amoureux, Albin Michel, 1993 (ISBN 978-2-226-06502-5) – prix de la Vocation et prix Jacques-Chardonne
- Les Catilinaires, Albin Michel, 1995 (ISBN 978-2-226-07876-6)
- Péplum, Albin Michel, 1996 (ISBN 978-2-226-086945)
- Attentat, Albin Michel, 1997 (ISBN 978-2-226-093745)
- Mercure, Albin Michel, 1998 (ISBN 978-2-226-10499-1)
- Stupeur et Tremblements, Albin Michel, 1999 (ISBN 978-2-226-10950-7) – grand prix du roman de l'Académie française, prix des libraires du Québec
- Métaphysique des tubes, Albin Michel, 2000 (ISBN 978-2-226-11668-0)
- Cosmétique de l'ennemi, Albin Michel, 2001 (ISBN 978-2-226-12657-3)
- Robert des noms propres, Albin Michel, 2002 (ISBN 978-2-226-13389-2)
- Antéchrista, Albin Michel, 2003 (ISBN 9782226138828)
- Biographie de la faim, Albin Michel, 2004 (ISBN 978-2-226-15394-4)
- Acide sulfurique, Albin Michel, 2005 (ISBN 978-2-226-16722-4)
- Journal d'Hirondelle, Albin Michel, 2006 (ISBN 978-2-226-17335-5)
- Ni d'Ève ni d'Adam, Albin Michel, 2007 (ISBN 978-2-226-17964-7) – prix de Flore
- Le Fait du prince, Albin Michel, 2008,  (ISBN 978-2-226-18844-1) – grand prix Jean-Giono
- Le Voyage d'hiver, Albin Michel, 2009,  (ISBN 978-2-226-19393-3)
- Une forme de vie, Albin Michel, 2010 (ISBN 978-2-226-21517-8)[128]
- Tuer le père, Albin Michel, 2011 (ISBN 978-2-226-22975-5).
- Barbe bleue, Albin Michel, 2012 (ISBN 978-2-226-24296-9)[129],[130]
- La Nostalgie heureuse, Albin Michel, 2013 (ISBN 978-2-226-24968-5)[131]
- Pétronille, Albin Michel, 2014 (ISBN 978-2-226-25831-1)[132],[133]
- Le Crime du comte Neville, Albin Michel, 2015 (ISBN 978-2-226-31809-1)[134]
- Riquet à la houppe, Albin Michel, 2016 (ISBN 978-2-226-32877-9)
- Frappe-toi le cœur, Albin Michel, 2017 (ISBN 978-2-226-39916-8)[135]
- Les Prénoms épicènes, Albin Michel, 2018 (ISBN 978-2-226-43734-1)[136]
- Soif, Albin Michel, 2019 (ISBN 978-2-226-44388-5)[137],[138]
- Les Aérostats, Albin Michel, 2020 (ISBN 978-2-226-45408-9)[139]
- Premier Sang, Albin Michel, 2021 (ISBN 978-2-226-46538-2)
- Le Livre des sœurs, Albin Michel, 2022  (ISBN 978-2-226-47636-4)
- Psychopompe, Albin Michel, 2023  (ISBN 978-2-226-48561-8)
- L'Impossible Retour, Albin Michel, 2024  (ISBN 978-2-226495945)

- Tant mieux, Albin Michel, 2025  (ISBN 978-2-226-50439-5)

### Pièce de théâtre
- Les Combustibles, Albin Michel, 1994  (ISBN 978-2-253-13946-1)[140]

### Beaux livres
- Le Japon éternel - Voyage sous les fleurs d'un monde flottant avec Laureline Amanieux, Albin Michel, 2024  (ISBN 978-2-226-49660-7)

### Contes et nouvelles
- Légende peut-être un peu chinoise, conte, in collectif Le Sable et l’ardoise, Longue Vue, 1993
- Électre, nouvelle, in collectif Des plumes au courant, Stock, 1996
- L'Existence de Dieu, dans La Revue Générale (vol. 3), 1996
- Simon Wolff, nouvelle, dans La Nouvelle Revue française no 519, avril 1996
- Généalogie d'un Grand d'Espagne, nouvelle de onze pages, dans La Nouvelle Revue française no 527, décembre 1996
- Le Mystère par excellence, nouvelle, opuscule Le Grand livre du mois, septembre 1999
- Brillant comme une casserole, recueil de trois contes[141] illustrés par Kikie Crêvecœur, La Pierre d'Alun, 1999
  -  Légende peut-être un peu chinoise
  -  Le Hollandais ferroviaire
  -  De meilleure qualité
- Aspirine, nouvelle, in collectif Aspirine : mots de tête, Albin Michel, 2001
- Sans nom, nouvelle, opuscule couplé à Elle no 2900, 30 juillet 2001
- L’Entrée du Christ à Bruxelles, nouvelle, opuscule couplé à Elle no 3053, 5 juillet 2004
- Les Champignons de Paris, nouvelle en neuf épisodes parue dans Charlie Hebdo du 4 juillet au 29 août 2007
- Les Myrtilles, nouvelle incluse dans l'édition limitée de Stupeur et tremblements, Le Livre de poche, 2011

### Paroles pour chansons, préfaces et articles
Dans l'album Ça se traverse et c'est beau de Juliette Gréco, sorti en 2012, rendant hommage aux ponts parisiens, Amélie Nothomb est l'auteur de la chanson Le Pont Juliette pour Juliette Gréco : Le Pont Juliette (texte lu par Guillaume Gallienne (2011),.
Entre 2000 et 2002, elle écrit sept textes pour la chanteuse française RoBERT : L'Appel de la succube (2000), À la guerre comme à la guerre, Le Chant des sirènes, Celle qui tue, Nitroglycérine, Requiem pour une sœur perdue, Sorcière (2002). Elle romance d'ailleurs la vie de la chanteuse dans Robert des noms propres, paru en 2002.
Elle rédige également des préfaces ; notamment pour Mylène Farmer la Part d'ombre, l’Encyclopédie du couvre-chef, la réédition par les éditions des Saints Pères du manuscrit original du livre Alice au pays des merveilles de Lewis Carroll,, Les contes de Perrault, La Châtelaine du Liban de Pierre Benoit, ainsi que pour les Confessions des lieux disparus de Bessa Myftiu et pour l'ouvrage Marguerite Yourcenar - Portrait intime de Achmy Halley (Flammarion, 2018,  (ISBN 978-2-08142-362-6)), Friedrich Dürrenmatt (Œuvres complètes T.1), en février 2021 chez Albin Michel  (ISBN 978-2226458360).
En 2021, elle co-écrit La Divine Comédie d'Amélie Nothomb : un voyage mythologique des Enfers au Paradis, un documentaire audio co-écrit et réalisé par Laureline Amanieux, dont Amélie Nothomb est le personnage principal, revisitant de grandes mythologies et spiritualités européennes à travers des œuvres d'art ou littéraires emblématiques. Ce podcast de quatre heures est proposé en exclusivité sur la plateforme de Livres Audios Audible. En 2022, elle préface le récit d'Aurora Cornu de Pierre Cormary (éditions Unicité, collection « Éléphant blanc »  (ISBN 978-2-37355-788-6)) ainsi que le livre Secrets de Champagne de Sylvie Schindler (éditions Bulles d'Émotion, 2022,  (ISBN 979-8837663208)). Une préface d'Amélie Nothomb introduit le livre Le Fichier mondial des espionnes signé Bruno Fuligni paraissant en novembre 2023 aux éditions Albin Michel. En 2024, elle écrit la préface du premier recueil du poète Samuel Uson-Mazaudier, intitulé Chimères,.
Elle est également l'autrice de quelques articles pour des revues littéraires,, et est parfois sollicitée par la presse généraliste.

## Adaptations

### Adaptations au théâtre et à l'opéra
- Le sabotage amoureux, Théâtre Le Ranelagh, Paris, 1999 Avec Valérie Mairesse, Pétronille de Saint-Rapt, Vanessa Jarry[157]
Mise en scène : Annabelle Milot
  - Le sabotage amoureux, Théâtre Daniel-Sorano, Vincennes, 2003-2005 Avec Pauline Foschia, Jeanne Gougeau, Laurence Vielle
Adaptation & Mise en scène : Brigitte Bailleux, Laurence Vielle
  - Le sabotage amoureux, Mise en scène Christine Delmotte, Belgique, compagnie Biloxi 48, 2013
- Cosmétique de l'ennemi, La Compagnie des Sept Lieux, Suisse[158], 2003-2008 Avec John Durand et Olivier Renault
Adaptation et mise en scène : Emmanuel Samatani et Jean-Daniel Uldry
  - Cosmètica de l'enemic (Cosmetique de l'ennemi), Sala Muntaner, Barcelona, 9 octobre 2012 - 9 novembre 2012 Avec Lluís Soler, Xavier Ripoll
Adaptation et traduction au catalan : Pablo Ley
Mise en scène : Magda Puyo.
  - Косметика ворога (Cosmetique de l'ennemi), Kyiv, Ukraine, 2018 Avec Ostap Stupka, Dmytro Stupka
Mise en scène : Anton Mezhenin.
  - Косметика ворога (Cosmetique de l'ennemi), Théâtre de Marioupol (Oujhorod, Ukraine), 2024 Avec Ihor Kytrysh, Matvii Kytrysh, Andrii Lutsenko, Angelina Pashkova
Mise en scène : Bohdan Revkevych.
- Métaphysique des tubes[159], 2007-2009 Avec Cécile Schletzer et Claire Rieussec
Mise en scène : Claire Rieussec
- Hygiène de l'assassin, Théâtre de Namur & Théâtre le Public, Bruxelles[160], septembre-octobre 2008 Avec Daniel Hanssens, Nathalie Cornet, Valérie Marchand et Vincent Lécuyer
Mise en scène : Pierre Santini
  - En 1995, Daniel Schell a réalisé un opéra, écrivant le livret et la musique.
- Les Combustibles
  - Les Combustibles En 1997, Daniel Schell a réalisé un opéra, écrivant le livret et la musique.
  - Les Combustibles La Compagnie des Incarnées, 2022 Avec Edouard Honegger, Carole Siret, Léon Vitale
Mise en scène : Fabrice Bruard.
  - Паливо (Les Combustibles), Théâtre Maria Zankovetska, Lviv, Ukraine, à partir du 4 novembre 2023[161] Avec Andriy Kozak, Ivan Bilash, Oleksandra Myronenko / Maryna Mazur
Traduction en ukrainien : Solomiya Hrytsenyak
Mise en scène : Nataliia Syvanenko.
- Biographie de la Faim, Théâtre de la Place des Martyrs, Bruxelles, avril-mai 2009 Avec Nathalie Cornet, Michel Hinderyckx, Jessica Gazon, Stéphanie Blanchoud…
Adaptation et mise en scène : Christine Delmotte
- Stupeur et Tremblements, Théâtre le Petit Hébertot, Paris, 18 mars 2011 - 22 mai 2011 Avec Layla Metssitane
Adaptation & Mise en scène, Layla Metssitane
- Barbe-Bleue
  - Barbe-Bleue, 2015, Festival d'Avignon off

- - Barbe-Bleue, L'Artistic Théâtre (Paris), février-mai 2023

- Soif, Théâtre du Rond-Point, Paris, 7 - 26 mars 2023 Avec Julien Bleitrach
Adaptation et mise en scène : Catherine D'At

### Adaptations cinématographiques
- 1999 : Hygiène de l’assassin, film français réalisé par François Ruggieri, avec Jean Yanne (Prétextat Tach) et Barbara Schulz (Nina).
- 2003 : Stupeur et tremblements, film français réalisé par Alain Corneau, avec Sylvie Testud (Amélie) et Kaori Tsuji (Fubuki). Finalement sorti au Japon en 2011[162].
- 2014 : Tokyo fiancée (adaptation du roman Ni d'Ève ni d'Adam), film franco-belge réalisé par Stefan Liberski, avec Pauline Étienne et Taichi Inoue[163],[164].
- 2022 : A Perfect Enemy, thriller franco-germano-espagnol adapté du roman Cosmétique de l'ennemi d'Amélie Nothomb, réalisé par Kike Maillo
- 2025 : Amélie et la Métaphysique des tubes, film d’animation français réalisé par Maïlys Vallade et Liane-Cho Han[165], issu de son roman autobiographique Métaphysique des tubes. présenté en séance spéciale au Festival de Cannes[166].

### Livres audio
Huit romans d'Amélie Nothomb ont été adaptés sous forme de livres audio, les quatre premiers ont été publiés par les éditions VDB, les suivants par Audiolib :
- Robert des noms propres, Amélie Nothomb (auteur) et Véronique Groux de Miéri (narratrice), Robert des noms propres, La Roque-sur-Pernes, Éditions VDB, 1er mars 2003 (ISBN 978-2-84694-068-9, BNF 39186856)Support : 3 CD audio (durée : 3 h 15 min, texte intégral), réf. V.D.B. 008.
- Antéchrista, Amélie Nothomb (auteur) et Véronique Groux de Miéri (narratrice), Antéchrista, La Roque-sur-Pernes, Éditions VDB, 1er mars 2004 (ISBN 978-2-84694-137-2, BNF 39186872)Support : 3 CD audio (durée : 2 h 52 min, texte intégral), réf. VDB033. Illustration musicale : Thierry Duhamel.
- Biographie de la faim, Amélie Nothomb (auteur) et Véronique Groux de Miéri (narratrice), Biographie de la faim, La Roque-sur-Pernes, Éditions VDB, 1er mars 2005 (ISBN 978-2-84694-281-2, BNF 40227909)Support : 4 CD audio (durée : 4 h 17 min, texte intégral), réf. VDB074. Illustration musicale : Thierry Duhamel.
- Acide sulfurique, Amélie Nothomb (auteur) et Véronique Groux de Miéri (narratrice), Acide sulfurique, La Roque-sur-Pernes, Éditions VDB, 1er mars 2006 (ISBN 978-2-84694-403-8, BNF 40227903)Support : 3 CD audio (durée : 5 h 39 min, texte intégral), réf. VDB104. Illustration musicale : Thierry Duhamel.
- Ni d'Eve, ni d'Adam, Amélie Nothomb (auteur) et Sylvie Testud (narratrice), Ni d'Ève ni d'Adam : texte intégral, Paris, Audiolib, 13 février 2008 (ISBN 978-2-35641-012-2, BNF 41202564)Support : 1 CD audio (durée : 3 h 50 min, texte intégral), réf. Audiolib 25 0012 02.
- Le Fait du prince, Amélie Nothomb (auteur) et Patrick Waleffe (narrateur), Le Fait du prince, Paris, Audiolib, 21 janvier 2009 (ISBN 978-2-35641-048-1, BNF 41406834)Support : 1 CD audio (durée : 3 h 0 min, texte intégral), réf. Audiolib 25 0049 4.
- Le Voyage d'hiver, Amélie Nothomb (auteur) et Thibault de Montalembert (narrateur), Le Voyage d'hiver : texte intégral, Paris, Audiolib, 9 septembre 2009 (ISBN 978-2-35641-093-1, BNF 42044512)Support : 2 CD audio (durée : 1 h 54 min, texte intégral), réf. Audiolib 25 0129 4.
- Une forme de vie, Amélie Nothomb (auteur) et Frédéric Meaux (narrateur), Une forme de vie, Paris, Audiolib, 13 octobre 2010 (ISBN 978-2-35641-245-4, BNF 42285807)Support : 1 CD audio (durée : 2 h 42 min, texte intégral), réf. Audiolib 25 281 3.

## Pour approfondir